# Damen Schelde Naval Shipbuilding
Damen Schelde Naval Shipbuilding är ett nederländskt varv grundat 1875 i Vlissingen vid mynningen av floden Schelde och hör idag till Damen Shipyards Group.

## Historia
Arie Smit hörde till en gammal traditionsrik sydholländsk skeppsbyggarfamilj. 1875 grundade han ett skeppsvarv i Vlissingen på ett område där holländska flottan, Koninklijke Marine, tidigare haft ett varv. Det nya varvet hette från början Koninklijke Maatschappij De Schelde, Scheepswerf en Maschinefabriek (KMS) och Smit ledde företaget från grundandet fram till 1925 då han vid 80 års ålder drog sig tillbaka, vid sidan av en politisk karriär där han bland annat var borgmästare i Vlissingen 1879-1888.

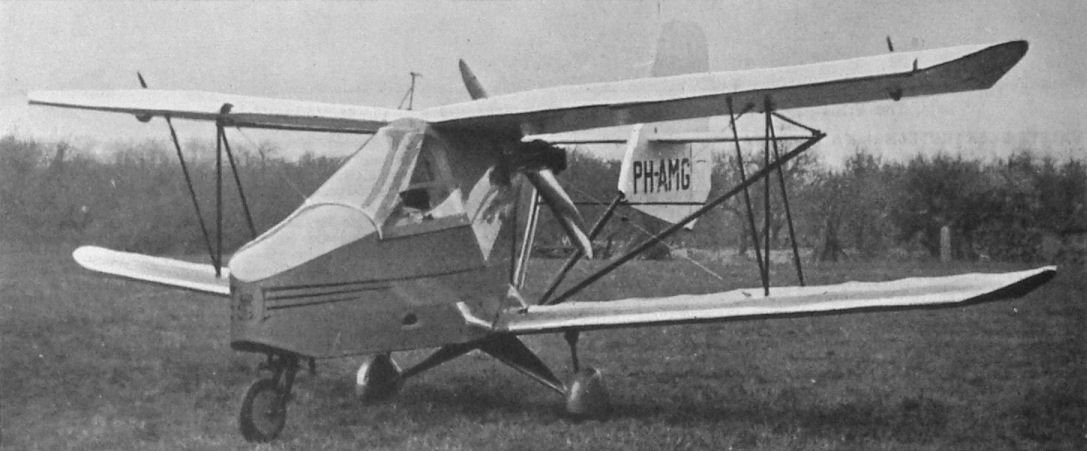
Scheldemusch, ett lätt biplan för en person byggt 1935

Företaget utvecklade sig bra under de första decennierna. 1906 byggde KMS för egen räkning som experiment den första nederländska U-båten som fick namnet Luctor et Emergo. Även i fortsättningen byggde varvet fartyg för den holländska flottan. Under regressionen på 1930-talet breddade man verksamheten med maskinbygge, ångpannor, broar, kylanläggningar och även bussar. Under en kortare period byggdes också flygplan. KMS köpte 1934 det konkursfärdiga flygföretaget Pander, inklusive deras chefskonstruktör, Theodor Slott. De byggde en handfull prototyper av små lättmanövrerade plan, som torde ha varit bland de första med tre landningshjul. Ett litet sjöflygplan var också under arbete, men ganska snart lades den egna produktionen ned och fabriken koncentrerade sig på licenstillverkning av bland andra Saab 91 Safir och Dornier Do 24.

### Andra världskriget
Under den tyska ockupationen fick varvet många beställningar på jagare av typ Flottentorpedoboot 1940. Den huvudsakliga verksamheten var ändå byggande av handelsfartyg. Särskilt kan nämnas en lång rad färjor och talrika linjepassagerarfartyg. Varvet blev något av en hovleverantör till Koninklijke Rotterdamische Lloyd.

## Efterkrigstiden
1965 beslöts att fusionera KMS med varvet Rotterdamsche Droogdok Maatschappij och maskinfabriken Motorenfbriek Thomassen. I mars 1966 genomfördes fusionen, och Rijn-Schelde Machinefabrieken en Scheepswerven (RSMS) bildades. 1968 anslöts efter påtryckningar från Nederländernas regering också ett reparationsvarv, Wilton-Fijenoord, som råkat i ekonomiskt trångmål, och 1971 förenades ytterligare Verolme Verenigde Scheepswerven till gruppen, som då fick namnet Rijn-Schelde-Verolme Machinefabrieken en Scheepswerven, (RSV).
Till följd av den europeiska varvskrisen drevs RSV i konkurs i april 1983, och därmed stod också KMS på avgrundens rand. Nederländska staten tillsammans med provinsen Zeeland ingrep dock, och övertog den bankrutta koncernen. Inte minst genom ett flertal order till den nederländska marinen hankade sig varvet fram. 1991 bildade företaget Koninklijke Schelde Groep BV, KSG, och år 2000 övertog Damen Holding från Gorinchem hela koncernen som sedan dess ingår i Damen Shipyards Group, dit också till exempel Cityvarvet i Göteborg hör.